# 故县站
故县站是一个陇海线上的铁路车站，位于中華人民共和國河南省灵宝市故县镇，建于1931年，目前为四等站，邮政编码为472541。目前客运：办理旅客乘降；行李、包裹托运；货运：办理整车、零担货物发到；危险货物仅办理农药化肥发到。